# Авесалом митрополит београдско-сремски
Митрополит Авесалом је био митрополит београдско-сремски у периоду од 1631.-1632. године.
Најстарије помињање у сачуваним писаним изворима односи се на 1631. годину. Те године, 7. октобра, патријарх пећки Пајсије посетио је, заједно са митрополитом Авесаломом, манастир Шишатовац и поклонио се моштима светога Стефана Штиљановића, које су се тамо чувале. Том приликом је патријарх Пајсије написао кратку повест о деспоту Стефану Штиљановићу.
Наредне, 1632. године, за време митрополита Авесалома, преписан минеј у манастиру Хопову, захваљујући ктиторству јерођакона Илије.